# 南港中央公園
南港中央公園（なんこうちゅうおうこうえん）は、大阪府大阪市住之江区南港東にある総合公園。別称は南港BTB。

## 地理
咲洲で最大の公園であり、公園内には硬式野球場・庭球場・多目的広場・駐車場が整備され、丘陵地区に大型遊具の設置やバーベキュー広場がある。
園内の南港中央野球場・南港中央庭球場・南港中央公園バーベキュー広場を総称して「南港BTB」とも呼ばれている。

## 歴史
1966年（昭和41年）、大阪湾海上の埋立により現在の咲洲が整備されている中、増加する廃棄物の量に対応するため、埋立中の土地の一部を利用した廃棄物処理場「南港処分地」が整備され、同年6月から1976年（昭和51年）9月まで使用された。1974年（昭和49年）11月には処分地の跡地を公園にする都市計画が決定。埋立終了後に盛土がなされた上で1982年（昭和57年）9月に供用を開始した。

## 施設
- 南港中央野球場
- 南港中央庭球場
  - 砂入り人工芝コート8面
  - ハードコート6面 - 阪神高速4号湾岸線の高架下にあり、一部はナイター照明を備える。
- 南港中央公園バーベキュー広場
- 多目的広場

## 交通
- Osaka Metro南港ポートタウン線・ポートタウン東駅下車後徒歩約5分
- 南海バス堺南港線・ポートタウン東停留所下車